# Miguel Prieto Anguita
Miguel Prieto Anguita (Almodóvar del Campo, Ciudad Real, 17 de novembre de 1907 - Mèxic D.F., 12 d'agost de 1956), pintor i dissenyador gràfic espanyol.

## Biografia
Es va iniciar com a escultor i el 1924 es va matricular a l'Acadèmia de Belles Arts de San Fernando de Madrid. Les seves dues primeres exposicions individuals les va organitzar a l'Ateneu de Madrid el 1932 i el 1933, amb bona acollida per part de la crítica especialment per Manuel Abril, Luis Gil Fillol i Juan de la Encina.
Membre del Partit Comunista d'Espanya, va participar en les Missions Pedagògiques al costat de Diego Marín com a escenògraf del «Retablo de fantoches» (Retaule de titelles). Més tard, va crear un guinyol propi, «La Tarumba», la primera representació va ser el 26 de gener de 1935 al Lyceum Club Femení de Madrid; les representacions continuarien també a les rereguardes dels fronts de la Guerra Civil espanyola. Va il·lustrar nombrosos llibres, entre ells el Romancero gitano de Federico García Lorca) i va desenvolupar una intensa activitat com a escenògraf, a més a més d'ésser responsable artístic de la revista Octubre, dirigida per Rafael Alberti.

### Guerra Civil espanyola
En esclatar la Guerra Civil va ingressar en l'Asociación de Intelectuales Antifascistas para la Defensa de la Cultura, durant la contesa va prendre part en diverses activitats de propaganda i va crear diverses publicacions (El Buque Rojo, Ejército del Ebro). Alguns dels seus llibres de dibuixos van ser exposats al pavelló espanyol de l'Exposició Internacional de París de 1937. En finalitzar la contesa va passar a França, on va romandre internat en el Camp d'Argelers fins al seu exili a Mèxic, a on va continuar les seves activitats com pintor, il·lustrador, dissenyador gràfic i escenògraf, de manera que es va constituir en una de les figures més suggestives del que s'ha donat en anomenar «Edat de Plata» de la cultura espanyola.

### Exili
En aquest exili va prendre principalment dos rumbs: la pintura i el disseny gràfic. La seva pintura, que va tenir una important presència a l'escena artística mexicana, va experimentar una nova fase intensa i expressiva. De fet va acabar de madurar reedificant la memòria d'Espanya a través de reviscudes escenes de la guerra, imatges al·legòriques que intentaven rescatar com és d'essencial la vivència d'Espanya o metàfores d'una lluita que no es volia donar per acabada. Va ser una idèa que va estar present durant tota aquesta etapa de la seva vida artística. La pintura de Prieto també va saber recuperar el destí estètic de la mirada a través de natures mortes o figures que expressaven una vitalitat mai doblegada. Però ja des de dates molt prematures es va deixar igualment penetrar per la sensibilitat i l'ànima de la nova pàtria d'acollida, les exuberants formes i colors de la qual, així com la potència constructiva de la seva sensibilitat ancestral, l'artista va saber fer seves.
Pel que fa al disseny gràfic, des d'una essencialitat minimalista Prieto va fonamentar un veritable gir a les arts gràfiques mexicanes; va aconseguir crear una sòlida tradició i una veritable escola. La seva activitat va ser desbordant, i es va encarregar del disseny de publicacions tan importants com España Popular, el suplement dominical d'El Nacional, México en la cultura, Nuestro Tiempo, Sinopsis, México en el arte, Universidad de México. També va il·lustrar nombrosos llibres, com La Celestina de Fernando de Rojas, o La esfinge mestiza i Canciones para la Paz de Juan Rejano, i va tenir cura de l'edició mexicana del Canto General (1950) de Pablo Neruda, així com d'altres títols del poeta xilè.

## Llenguatge visual
El llenguatge visual que Prieto Anguita va conrear a les seves publicacions va ser summament divers i flexible i anava des del popularisme ingenuista, l'expressionisme i el surrealisme metafísic al realisme polític. El seu nom apareix activament involucrat en esdeveniments tan fonamentals com la intensa activitat cultural que el Govern de la Segona República Espanyola va desenvolupar durant el seu trasllat a València (1936), o el fabulós desplegament que es va fer al Pavelló Espanyol de l'Exposició Internacional de París de 1937, aquella efímera però moderníssima edificació projectada per Josep Maria Sert i Luis Lacasa que va allotjar el Guernica de Picasso i d'altres obres mestres de Joan Miró, Alexander Calder, Julio González, Alberto Sánchez, Josep Renau i molts d'altres artistes lleials a la causa republicana.